# SV Germania 90 Schöneiche
SV Germania 90 Schöneiche is een Duitse sportvereniging uit Schöneiche bei Berlin, Brandenburg. De club speelt sinds 2006 in de Oberliga Nordost.

## Geschiedenis
De eerste voorloper van Germania Schöneiche werd in 1894 opgericht als MTV Germania 1894 Kleinschönbeck-Schöneiche, een turnvereniging die nog niet met voetbal bezig was.

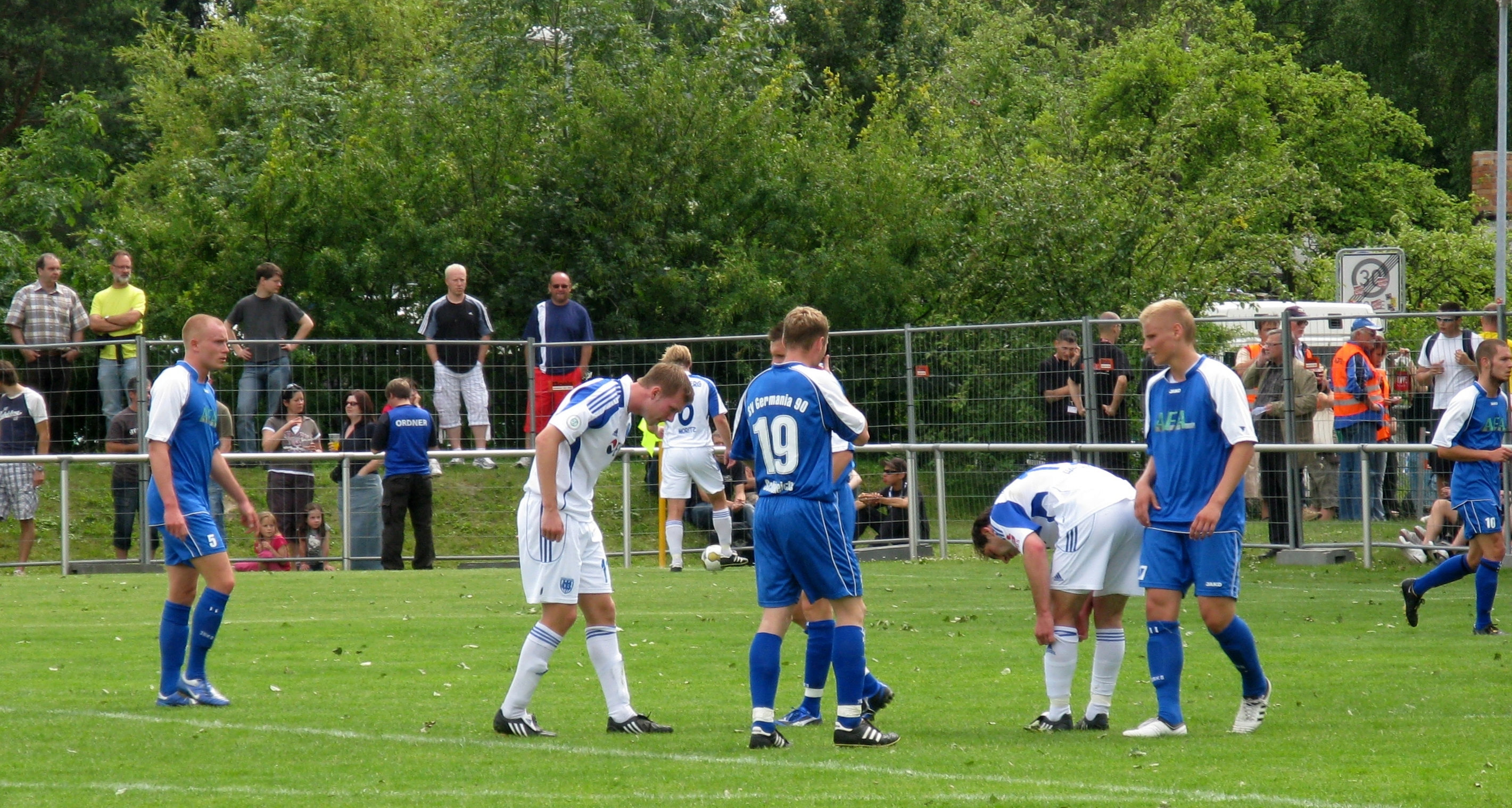
Cupfinal Brandenburg 2009: Schöneiche - Babelsberg

Na de Tweede Wereldoorlog werd de club heropgericht als SG Schöneiche en nam later verschillende namen aan, BSG Lokomotive Schöneiche, BSG Motor Friedrichshagen (1954) en BSG Motor Ostend (1956). In 1957 fuseerden enkele BSG's tot TSC Oberschöneweide. Na één seizoen splitste de club zich weer af en speelde dan als BSG Empor Köpenick tot 1963, daarna als TSG Schöneiche en BSG ZBE Landbau Schöneiche tot aan het einde van de DDR. De voetbalafdeling kende weinig successen.
Na de Duitse hereniging werd de club heropgericht als SV Germania 90 Schöneiche. In 2006 promoveerde de club naar de Oberliga, toen nog de vierde klasse en sinds 2008 de vijfde. De club eindigde meestal in de middenmoot. De beste plaats was in 2012 toen de club zesde werd. Door een uitbreiding van de Regionalliga promoveerden meerdere teams, maar Schöneiche slaagde hier niet in. Door financiële problemen degradeerde de club vrijwillig één klasse lager naar de Brandenburgliga. De club werd in het seizoen 2013/2014 kampioen van de Brandenburgliga, wat promotie naar de Oberliga Nordost betekent. In 2017 trok de club zich om financiële redenen terug uit de Oberliga en ging, twee klassen lager, in de Landesliga spelen.